# Boylesque
Boylesque (auch Boylesk) ist ein Dokumentarfilm von Bogna Kowalczyk, der Anfang Mai 2022 beim Hot Docs Festival seine Premiere feierte. Der Film ist ein Porträt von Andrzej Szwan, einem zur Zeit der Entstehung des Films 82-jährigen Polen, der unter seinem Künstlernamen Lulla La Polaca als Dragqueen auftritt und sich als Aktivist für die LGBT-Rechte in Polen engagiert.

## Inhalt / Biografisches
Der 1938 in Warschau geborene Andrzej Szwan hat den Warschauer Aufstand und den Zweiten Weltkrieg miterlebt. Bereits in seiner frühen Jugend interessierte er sich vor allem für den Kleiderschrank seiner Mutter, und in den 1970er Jahren, der Zeit der Volksrepublik Polen, veranstaltete er unter seinem Künstlernamen Lulla La Polaca subversive Underground-Schwulenpartys. Lulla La Polaca gilt als Polens älteste Dragqueen, geht mit über 80 Jahren weiterhin in Clubs und sucht auf Grindr und anderen Dating-Apps nach Sex und Liebe. Tomasz Morawski, einer der Produzenten des Films, bemerkt: „Sie ist diese Art von Bindeglied zwischen jungen und alten Menschen, was etwas ganz Besonderes ist. Deshalb liebt sie das Leben und möchte sich bewegen und weiterentwickeln.“

## Produktion
Regie führte Bogna Kowalczyk. Es handelt sich um den ersten Langfilm der 1990 geborenen Polin.
Die Premiere des Films erfolgte am 4. Mai 2022 beim Hot Docs Canadian International Documentary Festival in Toronto. Ab 1. Juni 2022 wurde er beim Krakowski Festiwal Filmowy erstmals in Polen gezeigt. Im Oktober 2022 wurde er beim Bergen International Film Festival vorgestellt.

## Auszeichnungen
Hot Docs Canadian International Documentary Festival 2023
- Auszeichnung mit dem Emerging International Filmmaker Award (Bogna Kowalczyk)[8]

Koszalinski Festiwal Debiutow Filmowych Mlodzi i Film 2022
- Nominierung für den Grand Jantar (Bogna Kowalczyk)[9]

Krakowski Festiwal Filmowy 2022
- Nominierung im Internationalen Dokumentarfilmwettbewerb (Bogna Kowalczyk)
- Auszeichnung mit dem Silver Hobby-Horse / Special Award[10][11]